# Тидно
Тидно (валл. Tudno, VI век) — валлийский монах с мыса Грейт-Орм, память 5 июня.
Святой Тидно, по преданию, был одним из сыновей Сейтенина, правителя кантрева Гвайлод — легендарной затонувшей земли в Кардиганском заливе. После потери отцовских владений Тидно и его братья Гвинхойдл, Мейрин, Сенеуир и Тидклид стали членами монашеской общины Святого Динауда в Бангоре-Искойде.
Во всех генеалогиях святых Тидно упоминается как монах с Кингреаудра, то есть с холма Грейт-Орм, где с незапамятных времён добывали медь. На холме с именем святого связаны ручей Виннон-Дидно (Ffynnon Dudno), небольшая труднодоступная пещера Огов-Ллех (Ogof Llech) с источником свежей воды, которая как считается была его кельей, а также скала Майн-Сигл, иначе называемая Крид-Тидно (Cryd Tudno), то есть «ложе Тидно».
На Грейт-Орме также находится единственная церковь, посвящённая Тидно. Эта церковь дала имя приходу Лландидно, который с 1291 года называется в честь своего святого-покровителя. Считается, что Тидно сам возвёл здесь первую деревянную церковь. Сохранившийся до настоящего времени храм на этом месте был возведён в XII веке, затем он был существенно перестроен в XV веке. Во время сильнейшего урагана в 1839 году церковь сильно пострадала, потеряв крышу. Было принято решение не восстанавливать её, а построить новую приходскую церковь Святого Георгия в самом Лландидно, что и было сделано. Однако в 1855 году на частные пожертвования храм Святого Тидно был реконструирован. 
В церкви, высоко над ступенями алтаря находится средневековый деревянный резной герб с изображением пяти ран Христа. Такая эмблема в современном Уэльсе уникальна — единственная подобная эмблема находится в храме соседнего прихода Лланрос. Кроме того, в храме сохранилась каменная купель XII века, а также небольшое каменное оконце, достаточно необычно выходящее на север. Согласно традиции свет этого оконца служил своеобразным маяком для моряков, огибавших Грейт-Орм.